# Franz Carl Ernst Wilhelm Rau von Holzhausen
Franz Carl Ernst Wilhelm Rau von Holzhausen (* 28. Oktober 1775 in Rauischholzhausen; † 22. Februar 1830 in Arolsen) war ein deutscher Oberforstmeister und Abgeordneter aus dem Adelsgeschlecht Rau von Holzhausen.

## Leben
Rau von Holzhausen war der Sohn des Hessen-Kasseler Rittmeisters und Obereinnehmers der Ritterschaft Friedrich Adolf Rau von Holzhausen (1737–1789) und dessen Ehefrau Wilhelmine Friederike Auguste geborene Rau von Nordeck (1748–1826). Er war evangelischer Konfession und heiratete 1706 Caroline Milchling von Schönstadt, Tochter des waldeckischen Abgeordneten Carl Theodor Milchling von Schönstadt. Aus der Ehe gingen fünf Töchter hervor.
Rau von Holzhausen wurde Fürstlich Waldeckischer Oberforstmeister und war von 1810 bis 1830 einer der Obervorsteher der Milden Stiftungen sowie von 1828 bis 1830 Obervorsteher des Landeshospitals Flechtdorf.
1815/1816 war er Mitglied des Landtages des Kurfürstentums Hessen-Kassel.